# جيمس كربينالو
جيمس كربينالو (بالإنجليزية: James Carpinello)‏ هو ممثل سينمائي وتلفزي ومسرحي أمريكي ولد بألباني (عاصمة ولاية نيويورك، بالولايات المتحدة) في 13 أغسطس 1975، وهو زوج الممثلة الأمريكية إيمي أكر.
```
الأمريكية}}
```

## روابط خارجية
- جيمس كربينالو على موقع IMDb (الإنجليزية)
- جيمس كربينالو على موقع أول موفي (الإنجليزية)
- جيمس كربينالو على موقع قاعدة بيانات برودواي على الإنترنت (الإنجليزية)
- جيمس كربينالو على موقع قاعدة بيانات الأفلام السويدية (السويدية)
- جيمس كربينالو على موقع قاعدة بيانات الفيلم (الإنجليزية)